# Xã Pilot Grove, Quận Faribault, Minnesota
Xã Pilot Grove (tiếng Anh: Pilot Grove Township) là một xã thuộc quận Faribault, tiểu bang Minnesota, Hoa Kỳ. Năm 2010, dân số của xã này là 156 người.